# Legionella quateirensis
Espèce
Legionella quateirensis est une espèce de bactéries gram-négatives de la famille des Legionellaceae.

## Historique
La souche type de cette espèce a été isolée d'une douche dans un hôtel à Quarteira au Portugal.

## Description
Les bactéries de l'espèce Legionella quateirensis sont des bacilles gram-négatifs avec un flagelle polaire unique.

## Taxonomie
Le nom correct complet (avec auteur) de ce taxon est Legionella quateirensis Dennis et al. 1993.

### Étymologie
L'étymologie de cette espèce est la suivante : qua.teir.en’sis. N.L. masc./fem. adj. quateirensis, concernant Quateira.